# Trevor Megill
Trevor J. Megill (Long Beach, California, 5 de diciembre de 1993), más conocido como Trevor Megill, es un jugador profesional estadounidense de béisbol que se desempeña en la posición de lanzador en Milwaukee Brewers, equipo de las Grandes Ligas de Béisbol (MLB).

## Carrera
Megill hizo su debut en la MLB con el equipo Chicago Cubs, en el cual jugó una temporada (2021), después pasó a Minnesota Twins (2022), posteriormente a Milwaukee Brewers, donde lleva jugando dos temporadas.